# وولمرزن
وولمرزن (به آلمانی: Wölmersen) یک شهر در آلمان است که در راینلاند-فالتس واقع شده‌است.

## خصوصیات
وولمرزن ۴۰۹ نفر جمعیت دارد.